# Knetzgau

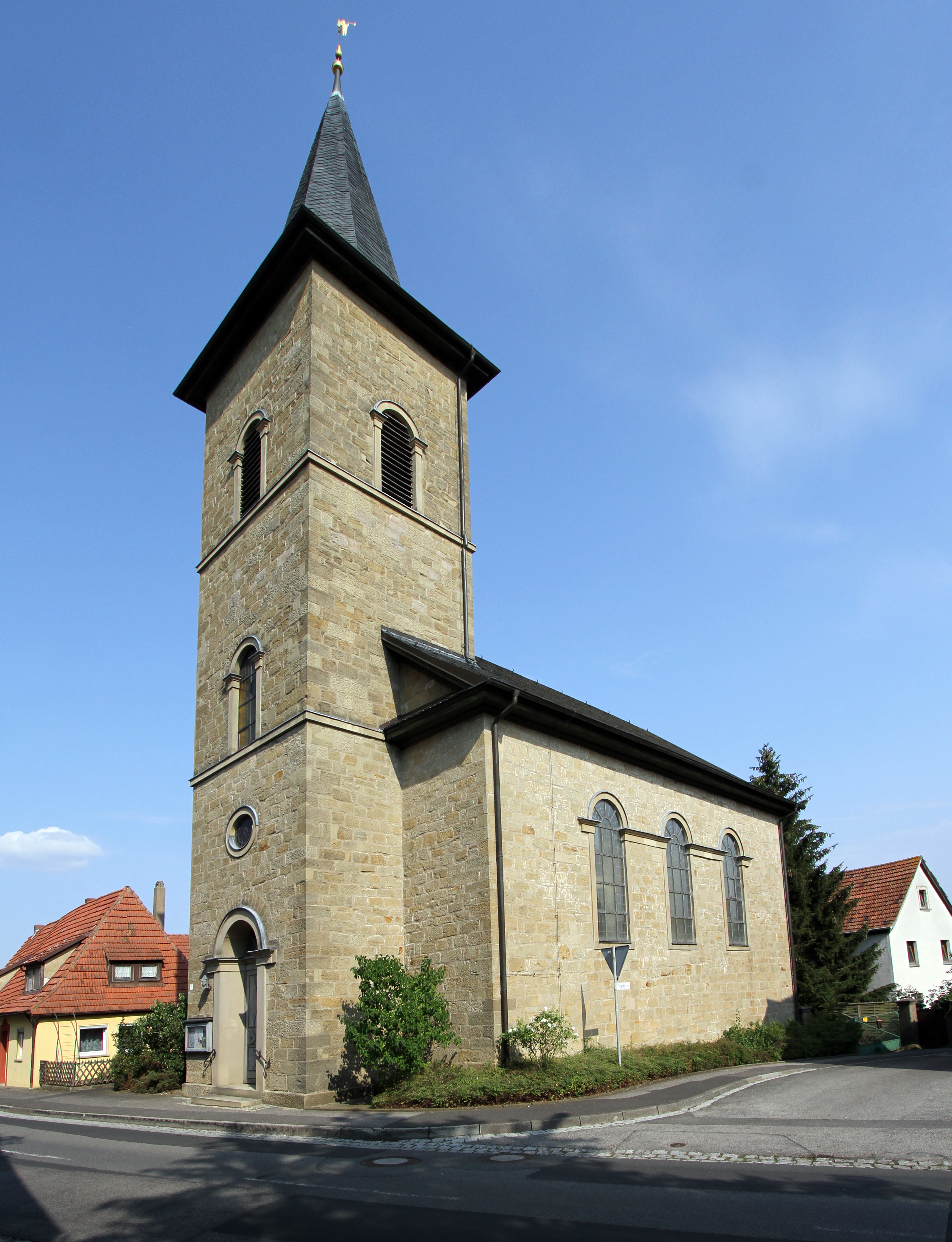
Knetzgau-Westheim

Knetzgau là một đô thị ở Haßberge bang Bavaria thuộc nước Đức. 